# نيك ميرفي (لاعب كرة قدم أمريكية)
نيك ميرفي (بالإنجليزية: Nick Murphy)‏ هو لاعب كرة قدم أمريكية أمريكي، ولد في 22 أكتوبر 1979 في سانت لويس في الولايات المتحدة.

## وصلات خارجية
- نيك ميرفي على موقع مرجع كرة القدم المحترفة.كوم (الإنجليزية)